# Egòstena
Egòstena (en llatí Aegosthena, en grec antic Αἰγόσθενα) era una ciutat de Megaris, al Golf de Corint, al peu de la muntanya Citeró, prop de Beòcia. A la ciutat hi havia un temple del vident Melamp.
Entre Egòstena i Creusis, la ciutat portuària de Beòcia, no hi havia cap via al llarg de la costa, només un pas al costat de les muntanyes. Els lacedemonis de Cleombrot I d'Esparta van fer una marxa des Creusis a Egòstena l'hivern del 379 aC al 378 aC i es van trobar amb una tempesta molt violenta, fins al punt que el vent arrencava els escuts de les mans dels soldats, i molts dels ases que portaven les càrregues van ser llançats al mar des del camí. Per la mateixa ruta els lacedemonis es van retirar després de la derrota de la batalla de Leuctra l'any 371 aC, diuen Xenofont i Pausànias. Segons Ateneu de Nàucratis, la ciutat produïa un excel·lent vi dolç.